# Отвъд ръба на чинията
„Über den Tellerrand“ (в превод „Отвъд ръба на чинията“) е неправителствена организация, ангажирана с процеса на интеграция на бежанците. Офисът на организацията се намира в Берлин, Германия. Тя е основана през април 2014 г. Основната цел на организацията е гражданите на страната и бежанците да живеят и работят рамо до рамо, като и двете страни да се учат една от друга. През юли 2017 г. организацията е активна в 25 града в Германия, Австрия, Швейцария и Холандия.
Немското наименование „Über den Tellerrand“ означава буквално „отвъд ръба на чинията“. Немският израз означава приблизително „отвъд хоризонта“ – съвсем подходящо за естеството на програмата, която се стреми да сближи хората чрез храната.
Освен берлинския офис има 25 сателитни програми в Германия и съседните страни, една в САЩ, Кълъмбъс, щата Охайо.

## История
Концепцията се появява през 2013 г. по време на големите протести на бежанци на Ораниенплац в Берлин. За протестите и за бежанците се пише много в медиите, но от репортажите не става ясно, какви са хората на площада. Инициаторите на идеята решават да опознаят бежанците на по-лично ниво. Те отиват при тях на Ораниенплац и заедно с бежанците започват да готвят на площада. Съвместното готвене води до поява на готварска книга. Книгата включва рецепти и лични истории на бежанците, предоставили рецептите.  Готварската книга се представя по време на състезанието „Funpreneur“, организирано от Берлинския свободен университет. Състезанието изисква да се разработи продукт и да се промотира в рамките на 8 седмици. Първата книга включва 21 рецепти, събрани от бежанци, живеещи в лагери или участвали в протестите на Ораниенплац. Екипът получава наградата на „Funpreneur“ през декември 2013 г. Първоначално се издават само 400 копия. Търсенето обаче е толкова голямо, че екипът започва да осъзнава потенциала на проекта да бъде превърнат в професионално начинание.
Готварското събитие с бежанци дава на участниците идеята бежанците да станат водещи на уроците по готвене. Идеята се развива с помощта на Social Impact Lab в Берлин през пролетта на 2014. За основателите е важно да присъстват заедно и наравно както местните жители, така и бежанците. Благодарение на водещата роля на бежанците в готварските уроци „покорното поведение на вносител на петиция е заменено със самочувствието на експерт.“
По-късно се издава и втора готварска книга, която включва 36 рецепти от 27 бежанци. Готвачите идват от страни като Афганистан, Сирия, Гвинея, Нигер, Република Македония и Чечня.
От началото идеята на Фондацията е бежанци да преподават на местните хора готвенето на ястия и по този начин да представят културата си. Чрез този процес хората, чиято концепция за бежанците в началото е ограничена, разширяват разбирането си за бежанската ситуация и проявяват по-голямо уважение към културите им.

## Проекти на Фондацията
Фондацията има няколко проекти за интеграцията на бежанци. Сред тях са програмата „Шампион“, програмата „Сателит“, „Кухня на колела“, „Приятел за работа“ и „Изграждане на мостове“.
Програмата „Шампион“ се стреми да създава социални мрежи за бежанците. Фондацията подпомага процеса чрез обучаване на доброволци, като им осигурява инфраструктура и източници. Дейностите са съвместно готвене, спортуване, пеене, градинарство, пчеларство и взаимни езикови курсове.
Сателитната програма включва поддръжка на групи в градовете извън Берлин. Има общо 25 сателитни групи на Über Den Tellerrand в Нидерландия, Германия, Австрия и Швейцария. Американският клон в Кълъмбъс е създаден от жена от Охайо, която участва в едно от готварските събития в Берлин и се впечатлява от идеята толкова много, че продължава проекта в родния си град. Фондацията предлага на сателитните групи програми, работни материали и консултации. Освен това всяка година Фондацията организира сателитен конгрес, на който общностите от различни градове се срещат и доразвиват концепцията.
„Кухня на колела“ е подвижна кухня, която пътува през Италия, Франция, Германия, Нидерландия и Швеция през 2016 г. Във всяка страна местните жители и бежанците се събират, за да готвят заедно. Целта на „Кухня на колела“ е да разпространи идеята на Über Den Tellerrand на международно ниво и да изгради мрежа. Проектът е подкрепен от програмата Advocate Europe. През 2017 програмата се фокусира върху общностите в Германия, особено върху тези, където има напрежение между местни и новодошли. В бъдеще се предвижда да бъде изградена „флотилия“ от подобни мобилни кухни, които да бъдат използвани в различни региони.
В програмата „Приятел за работа“ обучени служители подпомагат бежанци по време на процеса на ориентиране на пазара на труда. Те също така помагат на бежанците с писане на заявления за работа и подготовка за интервюта за работа. Фондацията подкрепя програмата допълнително със специализирани лекции и семинари.
В програмата „Изграждане на мостове“ екип от местен жител и вече интегриран бежанец подкрепят заедно новопристигналия бежанец. Този начин на подкрепа улеснява преодоляването на езиковата бариера, при което екипът по-бързо разбира нуждите на новопристигналия бежанец.

## Награди
- „Ort im Land der Ideen“ (Място в страната на идеиите) 2016[9]
- "Aktiv für Demokratie und Toleranz (Активност за демокрация и толерантност) 2015[10]
- „Gastronomischer Innovator“ (Гастрономичен иноватор) 2015[11]
- Advocate Europe 2015[12]
- Представяне на международно изложение Мейланд 2015 на немския щанд
[13]

## Публика
- Rezepte für ein besseres Wir (Рецепти за едно по-добро Ние) Pearl, 2014, ISBN 978-3-95760-002-8
- Eine Prise Heimat: Das Fusions-Kochbuch (Щипка дом:Фюжън готварска книга) Riva, 2016 ISBN 978-3-86883-606-6